# Cour constitutionnelle de la république de Moldavie
Pour les autres articles nationaux ou selon les autres juridictions, voir Cour constitutionnelle.
La Cour constitutionnelle de la république de Moldavie (en roumain : Curtea Constituțională a Republicii Moldova) est une institution judiciaire de la Moldavie chargée de garantir l'application de la Constitution et les principes qui y sont édictés et du contrôle de constitutionnalité.

## Histoire
La Cour constitutionnelle est une institution récente, aucune autorité distincte n'avais jamais été investit spécifiquement du pouvoir de contrôle de constitutionnalité. Alors qu'une large partie du territoire actuel de la Moldavie se trouvait dans la Grande Roumanie, les Constitutions roumaines de 1923 et de 1938 permettait à la Haute Cour de cassation et de justice d'annuler les lois contraire à aux constitution à l'occasion de l'examen d'un litige.
La Constitution de la République socialise de Moldavie était largement calquée sur celle de l'URSS et laissait le contrôle constitutionnel principalement entre les mains des organes suprêmes de l'État (Præsidium de Comité exécutif central), tandis que la Cour suprême moldave ne conservait qu'une prérogative très limitée de vérification de la constitutionnalité. Le 1er décembre 1988, conformément à l'article 124 de la Constitution de l'URSS et à la loi sur le contrôle constitutionnel de l'URSS du 23 décembre 1989, un Comité du contrôle constitutionnel de l'URSS a été établi pour s'assurer du respect par les actes des organes étatiques et publics de la Constitution soviétique. Le travail de ce comité fut limité dans le temps avec la dislocation de l'URSS et par des pouvoirs limités à la recommandation auprès de l'auteur de l'acte qui demeurait seul compétent pour le modifier, l'abroger ou le retirer.
Après l'indépendance de la Moldavie, une nouvelle Constitution a été rédigée et adoptée en 1994 qui consacre une institution distincte et indépendante chargée du contrôle de constitutionnalité. En plus du Titre V de la Constitution qui lui est entièrement consacré, la Cour constitutionnelle est régie par la loi no317-XIII du 13 décembre 1994 et le Code de justice constitutionnelle no502-XIII du 16 juin 1995.
La Cour a été installée le 23 février 1995 et a rendu son premier verdit le 18 avril de la même année. Cette première décision concernant la saisine du Président de la Moldavie sur le fait de savoir si les amendements aux articles 13 et 118 de la Constitution étaient conforme à cette dernière, ce à quoi la Cour a répondu par l'affirmative.

## Compétence
La Cour constitutionnelle a pour tâche principale de garantir la supériorité de la norme constitutionnelle, de s'assurer du respect de la séparation des pouvoirs et de vérifier que l'État s'acquitte bien de sa responsabilité vis-à-vis de ses citoyens.
La Cour peut être saisie de recours en interprétation de la Constitution et en contrôle de constitutionnalité des lois adoptées par le Parlement et ses décisions, les décrets de la présidence et les autres actes du gouvernement moldave, ainsi que des traités internationaux. Elle se prononce également par exception sur les actes transmis par la Cour suprême de Moldavie.
Enfin, la Cour confirme les résultas des référendums nationaux, des élections présidentielle et législatives et se prononce sur les circonstances qui justifient une dissolution du Parlement, la destitution du Président de la république de Moldavie ou de son incapacité à exercer ses fonctions et l'intérim de la présidence. Elle statue également sur la constitutionnalité des partis politiques. 

## Composition
La Cour constitutionnelle de la République de Moldavie est composée de 6 juges, nommés pour un mandat de 6 ans, renouvelable une fois.
Les juges sont formellement nommés par la Présidente de la Moldavie sur proposition du Parlement de la Moldavie, du Gouvernement de la Moldavie et le Conseil supérieur de la magistrature, pour deux juges respectivement.

### Présidents de la Cour
Les juges suivants ont présidés la Cour consitutionnelle:
| #  | Portrait | Identité (naissance-mort)     | Début et fin des fonctions | Début et fin des fonctions |
| -- | -------- | ----------------------------- | -------------------------- | -------------------------- |
| 1  |          | Pavel Barbalat (1935–2004)    | 23 février 1995            | 23 février 2001            |
| 2  |          | Victor Pușcaș (1943–2023)     | 27 février 2001            | 15 février 2007            |
| 3  |          | Dumitru Pulbere (né en 1952)  | 1er mars 2007              | 28 septembre 2011          |
| 4  |          | Alexandru Tănase (né en 1971) | 4 octobre 2011             | 12 mai 2017                |
| 5  |          | Tudor Panțîru (né en 1951)    | 12 mai 2017                | 31 janvier 2018            |
| 6  |          | Mihai Poalelungi (né en 1962) | 18 mars 2018               | 20 juin 2019               |
| 7  |          | Vladimir Țurcan (né en 1954)  | 19 août 2019               | 23 avril 2020              |
| 8  |          | Domnica Manole (née en 1961)  | 23 avril 2020              | 25 avril 2023              |
| 9  |          | Nicolae Roșca (né en 1962)    | 25 avril 2023              | 9 novembre 2023            |
| 10 |          | Domnica Manole (née en 1961)  | 10 novembre 2023           | En fonction                |